# Cleveland Eaton
Cleveland Josephus Eaton II (Fairfield, 31 de agosto de 1939 -Birmingham, 5 de julio de 2020) fue un músico de jazz, productor discográfico y compositor estadounidense, reconocido por tocar con el trío de Ramsey Lewis y con la orquesta Count Basie. Su grabación de 1975 "Plenty Good Eaton" es considerada un clásico del género de la música funk. El músico fue incluido en el Alabama Jazz Hall of Fame (1979) y en el Alabama Music Hall of Fame (2008).

## Biografía
Dio los primeros pasos en la música siendo un niño tocando los instrumentos de sus padres: piano, la trompeta, tuba, contrabajo y el saxofón.
Se licenció en música en la Universidad Estatal Tenessee A&l. Empezó a tocar en el grupo musical de Nashville: Agricultural & Industrial, que pasó a llamarse Tennessee State. Se mudó a Chicago donde inició su trayectoria profesional como músico. A lo largo de su trayectoria musical ha tocado con músicos como Ike Cole Trio, Larry Novak o Ramsey Lewis Trio; actuó junto a Ella Fitzgerald, Sarah Vaughan, Frank Sinatra, Billy Eckstein, George Benson, Henry Mancini y Herbie Hancock. Fue compositor de canciones para músicos como Miles Davis, Dizzy Gillespie, Frank Sinatra o Count Fitzferald.
Falleció el 5 de julio de 2020 en Birmingham, Alabama tras estar hospitalizado durante cuatro meses. Tenía ochenta años.

## Discografía

### Como líder
- Half and Half (Gamble, 1973)
- Plenty Good Eaton (Black Jazz, 1975)
- Instant Hip (Ovation, 1976)
- Keep Love Alive (Ovation, 1979)
- Strolling with the Count (Ovation, 1980)

### Como miembro

#### Con Gene Ammons
- The Chase! (Prestige, 1970)
- Chicago Concert (Prestige, 1971)

#### Con The Count Basie Orchestra
- Kansas City Shout (Pablo, 1980)
- Warm Breeze (1981)
- 88 Basie Street (Fantasy, 1983)
- Me and You (Pablo, 1983)
- Fancy Pants (1983)
- The Legend, the Legacy (1989)
- George Benson/Count Basie Orchestra Big Boss Band (1990)
- Best of the Count Basie Big Band (1991)
- Live at El Morocco (1992)

#### Con Bunky Green
- Playin' for Keeps (Cadet, 1966)

#### Con Ramsey Lewis
- More Sounds of Christmas (Argo, 1964)
- You Better Believe Me (Argo, 1965)
- Wade in the Water (Cadet, 1966)
- The Movie Album (Cadet, 1966)
- Goin' Latin (Cadet, 1967)
- Dancing in the Street (Cadet, 1967)
- Up Pops Ramsey Lewis (Cadet, 1967)
- Maiden Voyage (Cadet, 1968)
- Another Voyage (Cadet, 1969)
- The Piano Player (Cadet, 1970)
- Them Changes (Cadet, 1970)
- Back to the Roots (Cadet, 1971)
- Upendo Ni Pamoja (Columbia, 1972)
- Funky Serenity (Columbia, 1973)
- Ramsey Lewis' Newly Recorded All-Time Non-Stop Golden Hits (Columbia, 1973)
- Sun Goddess (Columbia, 1974)
- Solar Wind (Columbia, 1974)

#### Con Soulful Strings
- Groovin' with the Soulful Strings (1967)
- The Magic of Christmas (1968)